# تپه جن زاغه
تپه جن زاغه مربوط به اواخر است و در شهرستان بوئین‌زهرا، بخش آوج، روستای سیراب واقع شده و این اثر در تاریخ ۱۹ اسفند ۱۳۸۰ با شمارهٔ ثبت ۴۹۰۸ به‌عنوان یکی از آثار ملی ایران به ثبت رسیده است.